# Olimpiodoro di Atene
Olimpiodoro (Atene, IV secolo a.C. – III secolo a.C.) è stato un politico greco antico.
Nel 301 a.C. difese Elatea da Cassandro e nel 298 a.C. impedì la tirannide di Lacare. Arconte dal 293 a.C. al 292 a.C., nel 287 a.C. capitanò la rivolta antimacedonica.